# Franz Egger (Bischof)

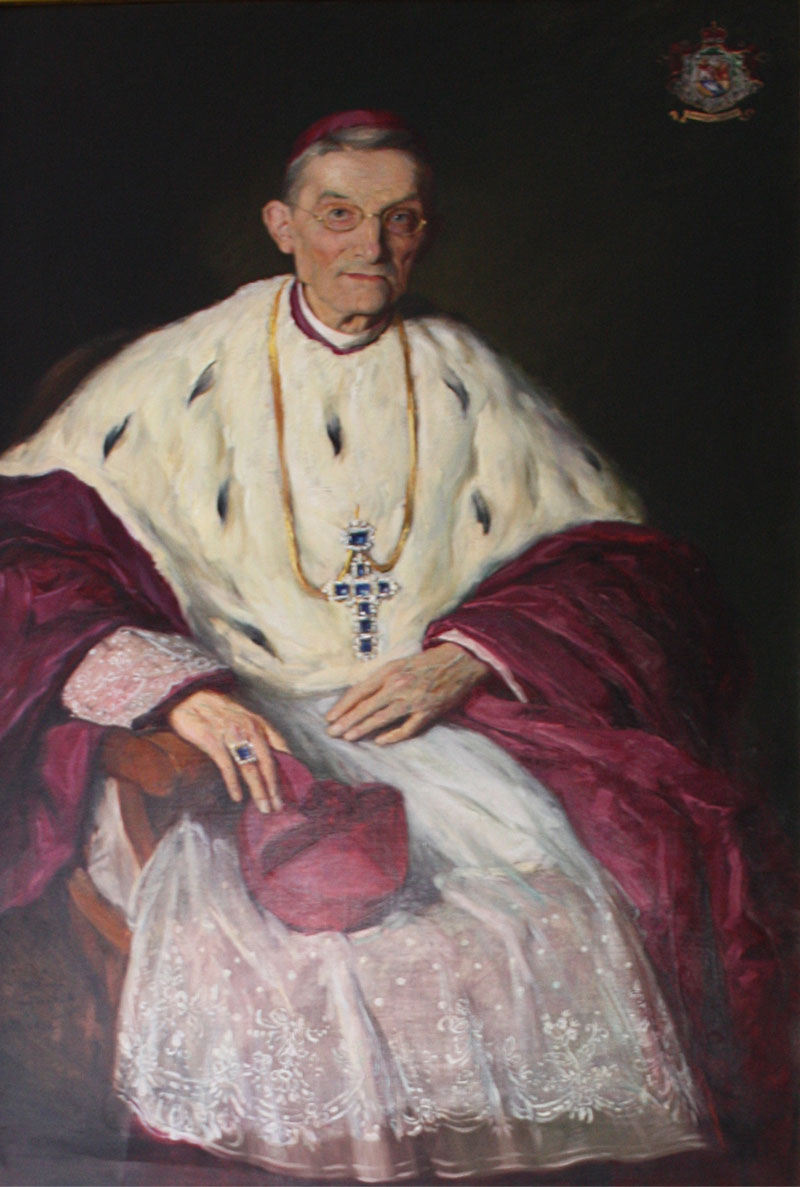
Orazio Gaigher: Fürstbischof Franz Egger von Brixen, 1914

 Franz Egger (* 26. April 1836 in Hippach, Zillertal, Nordtirol; † 17. Mai 1918 in Innsbruck) war von 1912 bis zu seinem Tode 1918 Fürstbischof von Brixen. Nach seinem Tode wurde infolge der politischen Ereignisse Tirol zwischen Österreich und Italien aufgeteilt und große Diözesangebiete, einschließlich des Bischofssitzes Brixen fielen an Italien. Deshalb trat eine mehrjährige Vakanz des Bischofstuhles ein, in der die Diözese von dem Kapitularvikar Franz Schmid geleitet wurde. Erst 1921 erhielt Franz Egger in der Person von Johannes Raffl einen Nachfolger als Fürstbischof der Diözese Brixen. Die bei Österreich verbliebenen Teile der Diözese (hauptsächlich Nordtirol) wurden 1925 vom Bistum Brixen abgetrennt.

## Herkunft und Familienverhältnisse
Franz Egger wurde als jüngstes von 9 Kindern der Bauersleute Andreas Egger und Anna Egger geb. Rieser, auf dem Gschwendberg, in Hippach, Zillertal geboren. Sein Vater fiel von der katholischen Kirche ab und schlug sich 1837 zu den sogenannten Inklinanten. Das war eine Bewegung von protestantisch orientierten, aus der katholischen Kirche ausgetretenen Gläubigen, die bei hartnäckigem, öffentlichem Beharren auf ihrem Kirchenaustritt, wegen des Religionsfriedens schließlich aus dem Land Tirol verwiesen wurden. Die Zahl der Inklinanten aus dem Zillertal betrug über 400 Personen, davon über 100 Kinder. Bis auf neun, die in andere Gebiete Österreichs gingen, wanderten 1837 alle Anderen nach preußisch Schlesien aus, auch Franz Eggers Vater. Er war einer der Hauptanführer der Sektierer und ließ seine 10-köpfige Familie mittellos in Tirol zurück, da diese sich weigerte dem katholischen Glauben abzuschwören. Er versuchte sogar durch Verkauf, Frau und Kinder um Haus und Hof zu bringen, was aber gerichtlich vereitelt wurde. Danach nahm der Vater – um Geld zu besitzen – Schulden auf das Anwesen auf, die später seine zurückgebliebene Familie abtragen musste. Bei der Abreise führte er alles mit, was an Lebensmitteln im Haus war. Die ohnehin schon in bescheidenen Verhältnissen lebende Bauernfamilie hatte nun keinen Ernährer mehr und lebte überdies auf einem verschuldeten Hof. Fürstbischof Kardinal Friedrich zu Schwarzenberg von Salzburg unterstützte sie finanziell auf Verwenden seines Sekretärs, der wiederum mit dem Pfarrer von Hippach befreundet war. Mutter und Kinder mussten dennoch hart arbeiten, um den Lebensunterhalt zu bestreiten.
Nach 25 Jahren Trennung kehrte der Vater Andreas Egger 1862 zu Frau und Familie nach Tirol zurück, bekehrte sich 1866 zur katholischen Kirche und starb 1868. Anna Egger überlebte ihren Mann um mehr als 10 Jahre und starb 1879 bei ihrem geistlichen Sohn Blasius Egger (siehe im nachfolgenden Abschnitt "Besonderes") in Umhausen.

## Priester und Professor

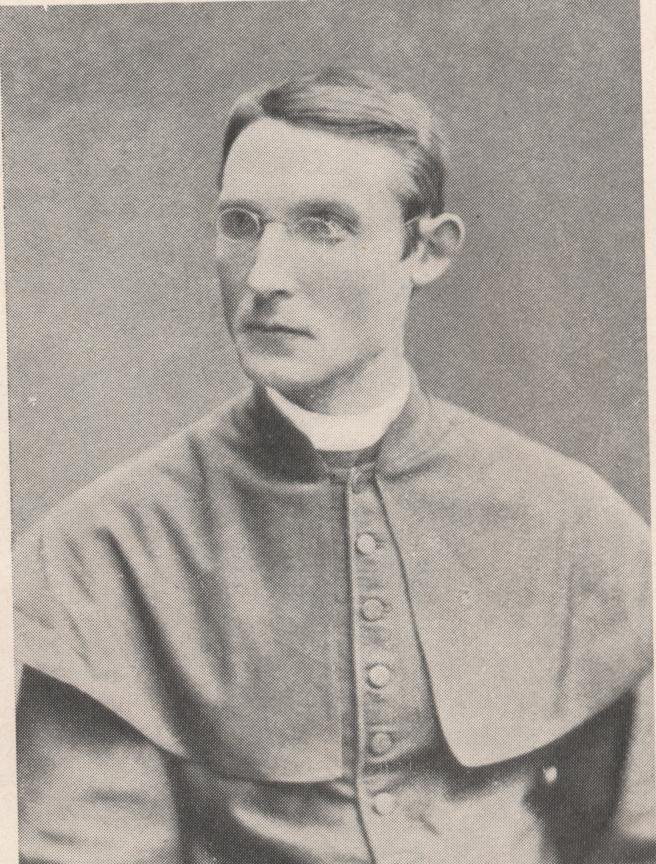
Franz Egger als Professor, um 1875

Franz Egger besuchte u. a. in Dornauberg (Gemeinde Finkenberg) die Schule, an der sein wesentlich älterer Bruder Georg als Lehrer wirkte. Zu Gymnasialstudien kam er auf Empfehlung seiner Heimatgeistlichkeit an die Domschule der Bischofsstadt Brixen, das sogenannte Kassianeum. Nach erfolgreicher Absolvierung des Gymnasiums studierte er ein Jahr lang Philosophie an der Universität Innsbruck, begab sich mit Unterstützung des damaligen Fürstbischofs Bernhard Galura an das Kollegium Germanikum in Rom und wurde dort am 11. November 1860 zum Priester geweiht. Seine römischen Studien schloss er mit dem Doktorat in Philosophie und Theologie ab.
Zwischen 1862 und 1868 war er zunächst Kooperator (Hilfspriester) in Finkenberg bzw. Fügen (Tirol), zwei Gemeinden in der Nähe seines Heimatortes. Dann versetzte ihn Fürstbischof Vinzenz Gasser als Kooperator zu dem Kuraten Muigg in Vinaders; der damalige Bau der Brennerbahn erforderte dort einen Seelsorger mit italienischen Sprachkenntnissen. Nach 4-jähriger Tätigkeit in dieser unweit des Brennerpasses liegenden Pfarrei wurde Franz Egger 1868 als Studienpräfekt und Professor der Philosophie an das Priesterseminar Brixen berufen, eines der berühmtesten und renommiertesten im ganzen Habsburgerreich. 15 Jahre lang war Egger dort Studienpräfekt und Professor, dann mehr als 25 Jahre (1882–1908) Regens des Hauses. Unter seinen Professorenkollegen ragten der Kirchenrechtler Simon Aichner (1816–1910), der Kirchenhistoriker Johann Nepomuk Zobl (1822–1907) und vor allem der Exeget, Zeitungsverleger und Sozialpolitiker Aemilian Schöpfer (1858–1936) hervor.
Bald nach seiner Ernennung zum Seminarregens avancierte der Priester noch im gleichen Jahr zum Domkapitular, 1892 wurde er Päpstlicher Hausprälat, 1895 Domdekan, 1900 infulierter Dompropst.

## Weihbischof und Fürstbischof von Brixen

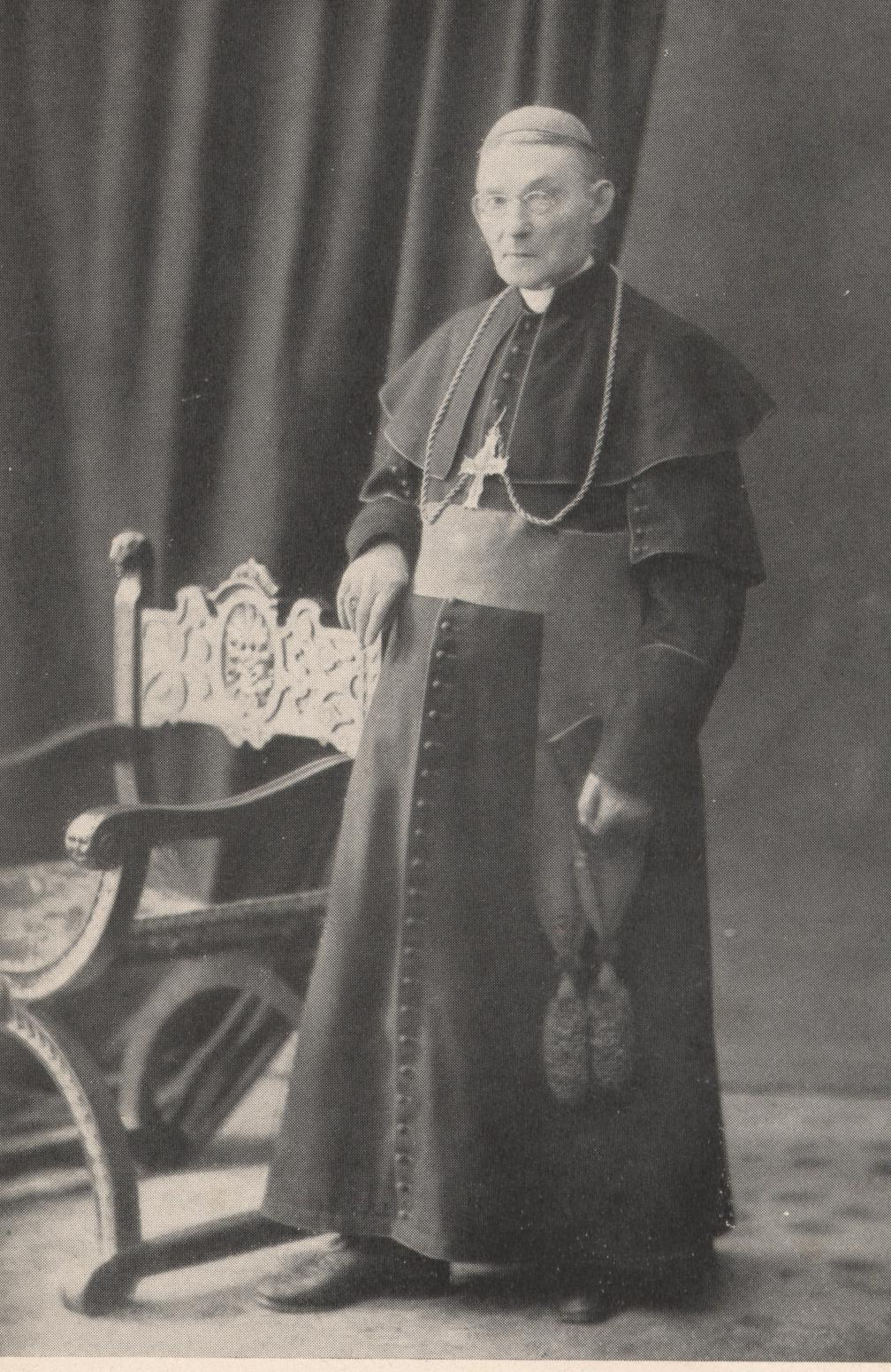
Fürstbischof Franz Egger, Ganzaufnahme

Im April 1908 ernannte Fürstbischof Joseph Altenweisel den Prälaten Egger zum Weihbischof in Brixen mit Sitz in Feldkirch-Vorarlberg sowie zum Generalvikar dieses nördlichen Bistumsteils. Im Juni 1908 konsekrierte ihn der Oberhirte im Dom von Brixen zum Titularbischof von Laranda.
Weihbischof Franz Egger folgte dem Diözesanbischof Josef Altenweisel bei dessen plötzlichen Tod im Juni 1912 als Fürstbischof von Brixen nach. Die Ernennung erfolgte am 27. September 1912, die päpstliche Bestätigung unter dem 6. November und die Inthronisation am 27. November gleichen Jahres. In der Eigenschaft als Fürstbischof von Brixen wurde Egger automatisch auch Mitglied des österreichischen Reichsrates und des Tiroler Landtages. Seit 1914 war er Ehrenmitglied der katholischen Studentenverbindung AV Austria Innsbruck.
Bischof Egger war überall bekannt wegen seines anspruchslosen, heiligmäßigen Lebenswandels. Ein großes Verdienst seines Pontifikates war es, den Streit zwischen den Konservativen und Christlichsozialen Tirols zu beenden. Eine Entscheidung von weitreichenden Folgen war seine Wahl des jungen Professors Sigismund Waitz zum Weihbischof und Generalvikar für Feldkirch-Vorarlberg. Hier musste sich Fürstbischof Egger gegen die Bedenken des Wiener Nuntius Emidio Taliani, wie gegen den strikten Widerstand der Konservativen Partei durchsetzen. So kam es auch, dass bei der von Egger vorgenommenen Bischofsweihe von Waitz, am 8. Juni 1913 in Brixen, wie auch bei dessen Amtseinführung in Feldkirch, viele Konservative demonstrativ fernblieben. Dennoch erwies sich die Wahl des rührigen und sehr fähigen Waitz, der später Diözesanbischof wurde, im Nachhinein als äußerst weitsichtig und segensreich.
Durch seinen eifrigen Weihbischof Waitz entfaltete der schon betagte Fürstbischof Egger gerade während des Ersten Weltkriegs eine ungemeine caritative Tätigkeit; in seiner Person war er gleichsam unsichtbar gegenwärtig, auch bei den Truppen und in den Militärhospitälern.
Franz Egger förderte mehrere bedeutende Tiroler Priesterpersönlichkeiten in ihren ureigensten Begabungen, so etwa den späteren Propst von St. Jakob zu Innsbruck Josef Weingartner und den berühmten Volksdichter Sebastian Rieger, genannt Reimmichl.
Noch wenige Tage vor seinem Tod weihte der Oberhirte in Brixen Carl Lampert zum Priester, der 1944 als Märtyrer und Bekenner gegen den Nationalsozialismus sterben sollte. Nach den genannten Priesterweihen am 12. Mai 1918 (42 Neupriester), spendete Fürstbischof Egger am 14. und 15. Mai, gemeinsam mit Weihbischof Waitz in Innsbruck die Firmung an 1500 Kinder. Am Nachmittag des 15. Mai fuhr Egger weiter nach Telfs im Oberinntal und firmte dort allein nochmals 200 Kinder. Anschließend hielt er eine Visitation der Pfarrei. Abends kehrte er nach Innsbruck zurück und es überfiel ihn schon auf der Heimfahrt ein leichtes Unwohlsein. Im Alter von 82 Jahren verschied er am nächsten Tag, dem 17. Mai 1918, als Gast des Propsteihofes in Innsbruck, sanft und ohne Todeskampf. Im Dom zu Brixen wurde er beigesetzt.

## Besonderes

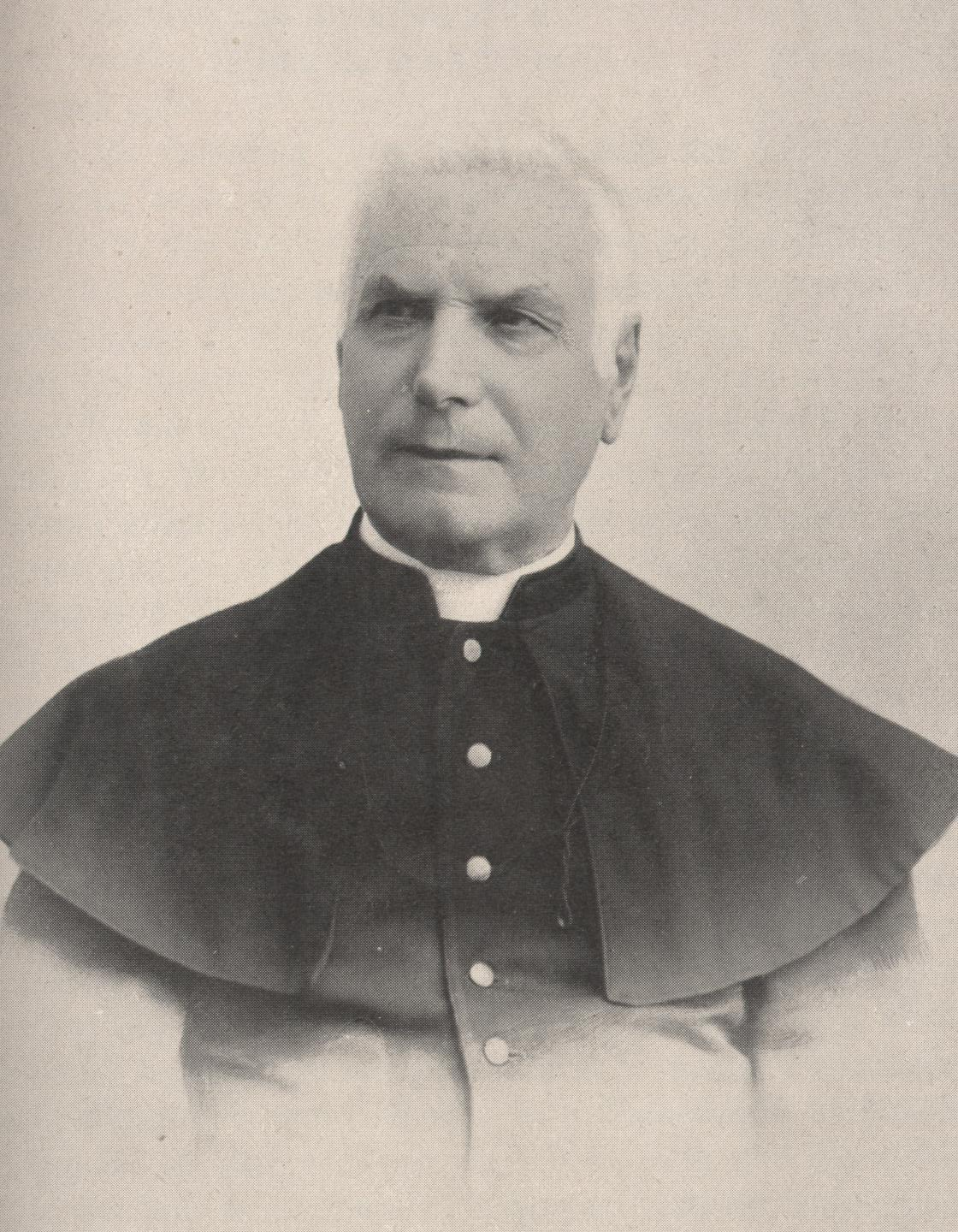
Blasius Egger, Kurat in Umhausen, Tirol, älterer Bruder von Fürstbischof Franz Egger.

1889 gründete Franz Egger das Priester-Konferenzblatt. Er schrieb drei theologische Bücher, nämlich eine „Philosophie“, eine „Dogmatik“ und eine „Fundamentaltheologie“.
Volkstümlich bekannt und sehr anrührend sind seine 1879, nach dem Tode der Mutter niedergeschriebenen Kindheits- bzw. Jugenderinnerungen, die ursprünglich nur der Familie und Freunden zugänglich waren. 1935 wurden sie von Dr. Klemens Oberhammer für die Öffentlichkeit aufbereitet, mit entsprechenden Anmerkungen versehen und posthum im Tyrolia Verlag Innsbruck unter dem Titel „Ein Bischof erzählt von seiner Mutter“ herausgegeben.
Auch Fürstbischof Eggers älterer Bruder Blasius Egger war Priester und langjähriger Kurat in Umhausen, Tirol. Er starb 1913 als Domdekan von Brixen. In dem Erinnerungsbüchlein seines Bruders „Ein Bischof erzählt von seiner Mutter“ ist auch ein von ihm geschriebenes Kapitel mit eigenen Erinnerungen beigefügt. Bischof Eggers Cousin Andreas Rieser war ebenfalls Geistlicher.